# Kanton Cossé-le-Vivien
Kanton Cossé-le-Vivien (fr. Canton de Cossé-le-Vivien) je francouzský kanton v departementu Mayenne v regionu Pays de la Loire. Tvoří ho 11 obcí.

## Obce kantonu
- La Chapelle-Craonnaise
- Cosmes
- Cossé-le-Vivien
- Cuillé
- Gastines
- Laubrières
- Méral
- Peuton
- Quelaines-Saint-Gault
- Saint-Poix
- Simplé